# Передплужник

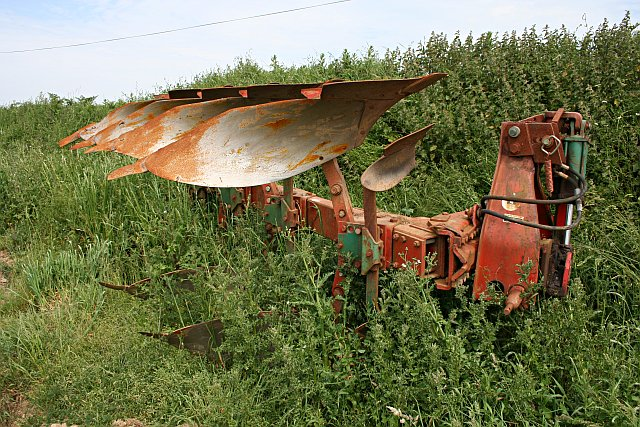
Оборотний плуг з передплужниками

Передплу́жник — робоча частина деяких систем плуга для поліпшення якості оранки. Являє собою малий плужний корпус, розташований перед основним корпусом і призначений для підрізання верхнього шару ґрунту разом із залишками рослин і переміщення його на дно борозни.
Використовування передплужника полегшує приорювання соломи, гною і зелених добрив. Також він збільшує інтенсивність кришення скиби і застосовується тільки при глибокій оранці. Подібну функцію також може виконувати планковий зрізач, який кріпиться до верхньої частини відвала. Робочий обхват передплужника по ширині має відношення до робочого обхвату корпусу як 0,3–0,7, а по глибині — як 0,3–0,5. Монтується на держаку (відповідає стійці основного корпусу), прикріпленому хомутом до рами плуга або до спеціальної оправи на рамі.
Різновидом передплужника є обтічний передплужник (у Польщі знаний як mierzwik — «мервик», від назви прілої соломи — «мерви»). Може бути додатковим елементом плуга або в редукованій формі кріпитися на стійці основного корпусу. Високі груди відвала, загнуті допереду і в бік стінки борозни, полегшують зсування гною, соломи і залишків стерні з цих елементів.